# Eidanger Station
Eidanger Station (Eidanger stasjon) er en tidligere jernbanestation på Vestfoldbanen, der ligger i Eidanger i Porsgrunn kommune i Norge. Den fungerer i dag som krydsningsspor og udgangspunkt for godsbanen Brevikbanen til Brevik.
Stationen blev åbnet 23. november 1882, da den dengang smalsporede Vestfoldbanen blev forlænget fra Larvik til Skien. Mens byggeriet stod på, var der planer om en sidebane til Brevik, men den smalsporede Brevikbanen blev først åbnet 15. oktober 1895.
For at sikre forbindelse med den normalsporede Bratsbergbanen i Skien blev strækningen derfra og til Skien samt videre til Brevik ombygget til treskinnespor med virkning fra 4. december 1916, så den kunne betjenes af tog til begge sporvidder. Treskinnesporet var i brug indtil 16. juni 1921, hvorefter den pågældende strækning blev normalsporet. Resten af Vestfoldbanen var imidlertid stadig smalsporet, så passagererne måtte skifte tog og gods lades om i Eidanger indtil 15. februar 1941, hvor banen blev omstillet til normalspor.
I mange år blev stationen primært betjent af lokaltog mellem Brevik og Skien, men de blev indstillet 1. februar 1964, og 26. maj 1968 ophørte persontogene på Brevikbanen helt. Eidanger blev derefter kun betjent af Vestfoldbanen, indtil persontogene på denne ophørte med at stoppe på stationen 2. marts 1987.